# Leichtathletik-Länderkampf der Frauen 1959 BR Deutschland – Tschechoslowakei
| 5. Leichtathletik-Länderkampf mit bundesdeutscher Beteiligung 1959 | 5. Leichtathletik-Länderkampf mit bundesdeutscher Beteiligung 1959 |               |
| ------------------------------------------------------------------ | ------------------------------------------------------------------ | ------------- |
|                                                                    |                                                                    |               |
| Ländervergleich der Frauen: BR Deutschland – Tschechoslowakei      |                                                                    |               |
| Austragungsort                                                     | Meerbeck                                                           |               |
| Wettbewerbe                                                        | 10                                                                 |               |
| Datum                                                              | 16. August 1959                                                    |               |
| 1. FRG 2. CSK                                                      | 63 Punkte 43 Punkte                                                |               |
| Chronik                                                            |                                                                    |               |
| ← GBR-FRG (F)                                                      | URS-FRG (M) →                                                      | URS-FRG (M) → |

Der fünfte Vergleich des Leichtathletik-Länderkämpfe mit bundesdeutscher Beteiligung 1959 war wieder eine Veranstaltung der Frauen. Am 16. August traten sie im Rheinpreußen-Stadion in Meerbeck zum dritten Mal gegen die Tschechoslowakei an. Die vorangegangenen Treffen hatte Deutschland für sich entschieden.

## Wettbewerbe und Modus
Ausgetragen wurden zehn Wettbewerbe. Aus dem Programm der in den meisten Frauenländerkämpfen inzwischen üblichen elf Disziplinen fehlte der 400-Meter-Lauf. Es standen jedoch alle olympischen Frauenwettbewerbe der damaligen Zeit auf dem Programm. Zusätzlich fand der 1960 ins olympische Angebot aufgenommene 800-Meter-Lauf statt. Die Wertung der Einzeldisziplinen erfolgte nach dem Standardsystem, in der Staffel wurden fünf zu zwei Punkte verteilt.

## Ergebnis
Die tschechoslowakischen Frauen entschieden den Speerwurf, in dem ihre beiden Vertreterinnen vorne lagen, und das Rennen über 100 Meter für sich. Die weiteren acht Disziplinen sicherten sich die bundesdeutschen Leichtathletinnen, drei davon mit Doppelerfolgen. So setzte sich die Bundesrepublik Deutschland auch in diesem Jahr klar durch und siegte mit 63 zu 43 Punkten.

## Resultate

### 100 m
| Platz | Athletin             | Land | Zeit (s) |
| ----- | -------------------- | ---- | -------- |
| 1     | Alena Stolzenová     | CSK  | 11,9     |
| 2     | Marianne Niederquell | FRG  | 12,2     |
| 3     | Helga Hüttmann       | FRG  | 12,3     |
| 4     | Vlasta Bubiková      | CSK  | 12,4     |

### 200 m
| Platz | Athletin          | Land | Zeit (s) |
| ----- | ----------------- | ---- | -------- |
| 1     | Brunhilde Hendrix | FRG  | 24,6     |
| 2     | Inge Fuhrmann     | FRG  | 24,8     |
| 3     | Vera Vodičková    | CSK  | 25,2     |
| 4     | Libuse Strejcková | CSK  | 25,3     |

### 800 m
| Platz | Athletin        | Land | Zeit (min) |
| ----- | --------------- | ---- | ---------- |
| 1     | Vera Mitgude    | FRG  | 2:11,1     |
| 2     | Bdriska Kulhavá | CSK  | 2:11,3     |
| 3     | Edith Schiller  | FRG  | 2:13,9     |
| 4     | Olga Fomenkova  | CSK  | 2:15,4     |

### 80 m Hürden
| Platz | Athletin         | Land | Zeit (s) |
| ----- | ---------------- | ---- | -------- |
| 1     | Gertrud Hantschk | FRG  | 11,2     |
| 2     | Alena Stolzenová | CSK  | 11,5     |
| 3     | Renate Junker    | FRG  | 11,5     |
| 4     | Anna Zabrsová    | CSK  | 11,6     |

### 4 × 100 m Staffel
| Platz | Besetzung        | Land                                                                | Zeit (s) |
| ----- | ---------------- | ------------------------------------------------------------------- | -------- |
| 1     | BR Deutschland   | Inge Fuhrmann Helga Hüttmann Brunhilde Hendrix Marianne Niederquell | 46,6     |
| 2     | Tschechoslowakei | Alena Stolzenová Vlasta Bubiková Libuse Strejcková Anna Zabrsová    | 47,5     |

### Hochsprung
| Platz | Athletin          | Land | Höhe (m) |
| ----- | ----------------- | ---- | -------- |
| 1     | Marlene Mathei    | FRG  | 1,64     |
| 2     | Olga Davidová     | CSK  | 1,58     |
| 3     | Jarmila Slezaková | CSK  | 1,58     |
| 4     | Christa Büchner   | FRG  | 1,55     |

### Weitsprung
| Platz | Athletin         | Land | Weite (m) |
| ----- | ---------------- | ---- | --------- |
| 1     | Liesel Jakobi    | FRG  | 5,84      |
| 2     | Gudrun Scheller  | FRG  | 5,83      |
| 3     | Vlasta Svozilowá | CSK  | 5,61      |
| 4     | Hana Kovaříková  | CSK  | 5,49      |

### Kugelstoßen
| Platz | Athletin          | Land | Weite (m) |
| ----- | ----------------- | ---- | --------- |
| 1     | Mathilde Hartl    | FRG  | 14,66     |
| 2     | Marianne Werner   | FRG  | 14,58     |
| 3     | Vera Cerná        | CSK  | 13,83     |
| 4     | Jaroslava Lisková | CSK  | 13,24     |

### Diskuswurf
| Platz | Athletin           | Land | Weite (m) |
| ----- | ------------------ | ---- | --------- |
| 1     | Kriemhild Hausmann | FRG  | 55,70     |
| 2     | Štěpánka Mertová   | CSK  | 50,77     |
| 3     | Marie Šimánková    | CSK  | 48,81     |
| 4     | Johanna Bienert    | FRG  | 48,48     |

### Speerwurf
| Platz | Athletin        | Land | Weite (m) |
| ----- | --------------- | ---- | --------- |
| 1     | Dana Zátopková  | CSK  | 53,51     |
| 2     | Vlasta Pešková  | CSK  | 49,85     |
| 3     | Almut Brömmel   | FRG  | 47,02     |
| 4     | Mechtilde Neues | FRG  | 41,54     |